# Virabhadrásana III

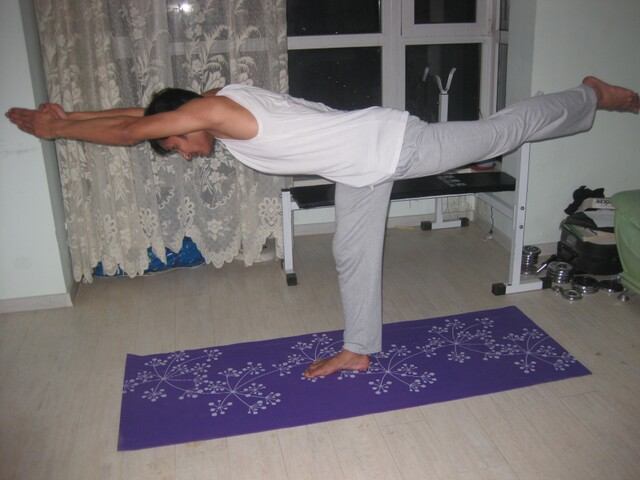
Bojovník 3

Vírabhadrasána III  (वीरभद्रासन) neboli Bojovník 3 je jednou z ásan. Virabhadrásana II je energetizující poloha, která naplňuje tělo silou a současně druhá varianta bojovníka, kdy ruce jsou roztažené po obou stranách. Navazuje na polohu bojovníka I (Vírabhadrásana I).

## Etymologie
Název pochází ze sanskrtského vira hrdina, bhadra přítel  asana (आसन) posed/pozice.

## Popis
- do pozice vstupujeme vykročením nebo z pozice psa hlavou dolů, Adho mukkha švanásana
- podívat se dopředu, nádech, pravá noha mezi ruce, Bojovník 1 a zvednout patu zadní nohy, boky rovnoběžně s přední hranou podložky a zadní chodidlo, (levé) je vtočeno, palec směřuje dopředu
- přední noha (pravá) ohnutá v koleni. a stehno a lýto svírají minimálně 90 stupňů, jinak hrozí zranění kolene, koleno je přímo nad kotníkem.
- paže vzhůru do vzpažení, spojené dlaně, pohled vzhůru, tj.  Mulla bandha a Uddiana Bandha zapojené, spodní žebra zastrčená, Zadní noha propnutá.
- Variace : pohled v před, ruce ve tvaru Namasté mudra na hrudníku nebo v pozici kobylky.